# Cyrtolobus gratiosus
Cyrtolobus gratiosus är en insektsart som beskrevs av Robert E. Woodruff. Cyrtolobus gratiosus ingår i släktet Cyrtolobus och familjen hornstritar. Inga underarter finns listade i Catalogue of Life.